# Municipio de Mullica
El municipio de Mullica (en inglés: Mullica Township) es un municipio ubicado en el condado de Atlantic en el estado estadounidense de Nueva Jersey. En el año 2010 tenía una población de 6.147 habitantes y una densidad poblacional de 41.9 personas por km².

## Geografía
El municipio de Mullica se encuentra ubicado en las coordenadas 39°36′12″N 74°40′40″O / 39.60333, -74.67778.

## Demografía
Según la Oficina del Censo en 2000 los ingresos medios por hogar en la localidad eran de $50,417 y los ingresos medios por familia eran $55,143. Los hombres tenían unos ingresos medios de $40,033 frente a los $29,965 para las mujeres. La renta per cápita para la localidad era de $19,764. Alrededor del 7,8% de la población estaba por debajo del umbral de pobreza.